# 大島オレンジロード
大島オレンジロード(おおしまオレンジロード)は、山口県大島郡にある周防大島（屋代島）の山間部を走る「大島広域農道」の通称。
島の特産品であるみかんを運搬する際の利便向上を主な目的に造られた。広域営農団地農道整備事業として1972年(昭和47年)から着工され、6地区に分かれて整備が行われた。2009年(平成21年)4月22日に大島・橘工区が完成し、全地区がつながった。総延長54.3km。